# Авария на Топъл канал 1 на АЕЦ „Козлодуй“
Аварията на Топъл канал 1 на АЕЦ „Козлодуй“ е промишлена авария в България през декември 1986 година. Тя довежда до частично разрушаване на Топъл канал 1 (ТК-1), част от системата за техническо водоснабдяване на АЕЦ „Козлодуй“ и създава риск от пълно спиране на централата.

## История
ТК-1 е основен елемент на водоснабдяването на АЕЦ „Козлодуй“, по който използваната от централата вода се връща в река Дунав. Той е изграден успоредно и в съседство със Студен канал 1 (СК-1), довеждащ води от реката до централата. ТК-1 се влива в реката с преливник и бързоток, като в студено време по-топлите води в него се използват за обезледяване на входните камери на разположените в съседство брегови помпени станции, захранващи СК-1.
Аварията на ТК-1 настъпва по време на пусковите операции на 5-и блок на АЕЦ „Козлодуй“. Още при пускането на 1-ви блок през 1974 година преливникът на канала е временно надграден с дървени греди, които трябва да бъдат премахнати при пускането на повече блокове, но към момента на аварията това още не е станало. Повишеното налягане при пуска на 5-и блок предизвиква суфозия под преливника и в началото на декември 1986 година по него са наблюдавани непредвидени деформации и вибрации.
Към 9 часа сутринта на 5 декември започва разрушаване на преливника, който при левия бряг се измества с 15 – 20 сантиметра. За около час е разрушена облицовката на левия скат на канала на дължина 100 метра и разрушаването се пренася по целия фронт на преливника. Бързото развитие на процеса заплашва разрушаването да достигне и наруши преградната дига между ТК-1 и СК-1, като по този начин компрометира водоснабдяването на централата.
Заради тежките възможни последствия от аварията за нейното преодоляване са мобилизирани значителни ресурси. Като първа стъпка са ограничени до възможния минимум подаваните по канала води. За да се предотврати разпространението на разрушенията към помпените станции, е бетониран входът на батерията, чрез която към тях се подава топла вода от ТК-1. Цялата налична техника във Врачански окръг е ангажирана със спешни доставки на скална маса, каквато не е налична в района на Козлодуй, за заскаляване на разрушения бряг на канала. По него са изсипани над 10 хиляди m³ скална маса, бетон и тетраподи, взети от площадката на строящия се Хидротехнически комплекс „Никопол – Турну Мъгуреле“. В резултат на тези мерки до края на декември положението е овладяно и разрушението е прекъснато.
Междувременно в средата на декември започва силен ледоход по Дунав и аванкамерите на помпените станции, останали без подаване на топла вода, замръзват. Към тях са прехвърлени две плаващи помпени станции, които през следващите месеци подават топла вода от ТК-1.
Към края на декември състоянието на ТК-1 е стабилизирано, но при ограничен капацитет – до около 100 m³/s – който не позволява пускането на 5-и блок на централата. По тази причина спешно е изградена нова байпасна връзка с дължина 400 m и капацитет 180 m³/s, заобикаляща отдясно увредения участък на канала.